# Sergio Flores
Sergio Adrián „Morsa” Flores Reyes (ur. 12 lutego 1995 w Torreón) – meksykański piłkarz występujący na pozycji defensywnego pomocnika, od 2025 roku zawodnik Jaiba Brava.